# 乔洛县
乔洛縣（Thyolo District）是馬拉維南部的一個縣，屬於南部區的一部分，該縣北臨布蘭太爾縣和奇拉祖盧縣，東南面是莫桑比克，南毗恩桑傑縣，西鄰奇夸瓦县，面積1,715平方公里，人口458,976。